# 邮政广场

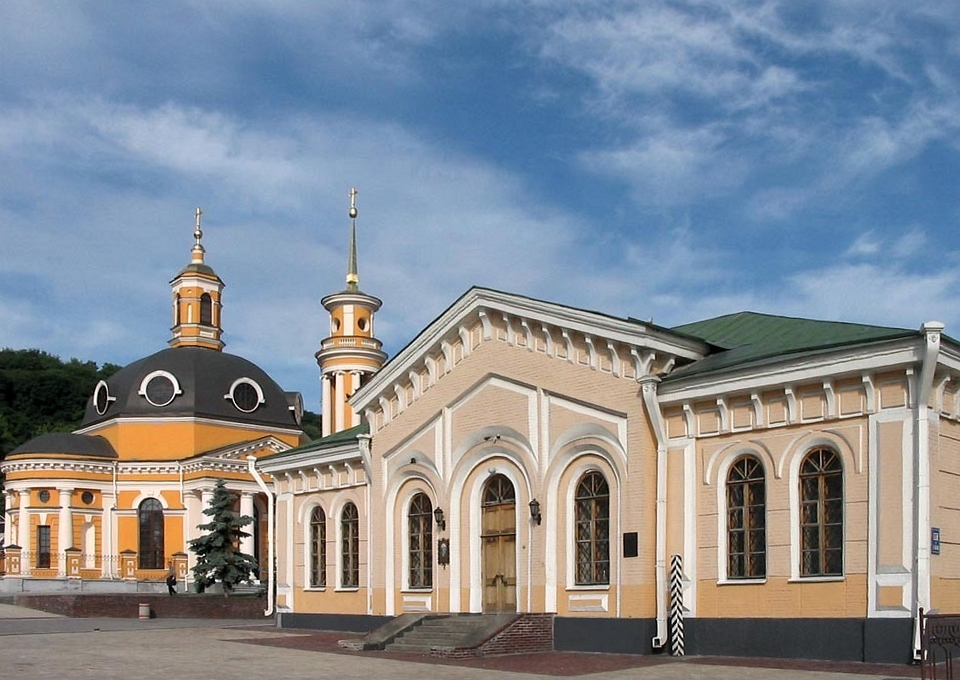
邮政广场与邮政大楼和圣诞教堂

50°27′34″N 30°31′30″E / 50.45944°N 30.52500°E
邮政广场（烏克蘭語：Поштова площа）是乌克兰首都基辅历史最悠久的广场之一，毗邻第聂伯河。
邮政广场得名于1846年开业的邮政局。该广场又名圣诞广场，得名于建于1810-1814年，然而毁于1930年代的圣诞教堂。1970年代修建地铁时广场彻底重建，只有邮局保存了下来，目前用作小型画廊。
经过邮政广场的公共交通包括基辅地铁、缆车和巴士。过去还有重要的电车线路。2011年2月23日经过邮政广场的最后一条电车线路（5路）关闭，没有任何明确计划在未来将重新开放。